# La donna più bella del mondo
La donna più bella del mondo  (br A mulher mais bela do mundo) é um filme franco-italiano de 1956, tendo a actriz Gina Lollobrigida no papel da cantora lírica Lina Cavalieri. Dirigido por Robert Z. Leonardi, o filme projetou Gina internacionalmente, como uma das maiores estrelas italianas.

## Enredo
Lina Cavalieri, jovem de origem humilde, é a bela filha de Olímpia, uma simples cantora de espetáculos. Durante uma apresentação, estando doente, Lina sobe ao palco em seu lugar. Vaiada, entretanto sua beleza e potencial são vislumbrados pelo príncipe russo Sergei.
O príncipe decide custear-lhe os estudos, e Lina finalmente atinge o estrelato, tornando-se "A inacessível". O filme retrata a vida e os amores desta grande cantora lírica.

## Elenco
- Gina Lollobrigida.... Lina Cavalieri
- Vittorio Gassman.... Príncipe Sergei
- Robert Alda.... Maestro Doria
- Anne Vernon.... Carmela
- Tamara Lees.... Manolita
- Gino Sinimberghi.... o tenor Silvani
- Nanda Primavera.... Olimpia, a mãe de Lina
- Enzo Biliotti.... Perret
- Marco Tulli.... Juiz do duelo
- Rolf Tasna.... Lefebre
- Peter Trent.... Visconde Turin
- Loris Gizzi.... Duval
- Nico Pepe.... Louis
- Gianni Baghino.... Emilio
- Valeria Fabrizi.... Silvana

## Prêmios
Prêmio David di Donatello 1956 (Itália)
- Gina Lollobrigida venceu na categoria de Melhor Atriz.